# Onthophagus vasiljevi
Onthophagus vasiljevi là một loài bọ cánh cứng trong họ Bọ hung (Scarabaeidae).